# Polycentropus segregatus
Polycentropus segregatus är en nattsländeart som beskrevs av Wolfram Mey och Joost 1982. Polycentropus segregatus ingår i släktet Polycentropus och familjen fångstnätnattsländor. Inga underarter finns listade i Catalogue of Life.